# نرکین چای‌لو
نرکین چای‌لو ( ترکی آذربایجانی: Nerkin Chaylu) یک منطقهٔ مسکونی در جمهوری آرتساخ است که در استان مارتاکرت واقع شده‌است.